# Aeroportul Municipal Gold Beach
Aeroportul Municipal Gold Beach (IATA: GOL, FAA LID: 4S1) este un aeroport din Oregon, Statele Unite ale Americii ce deservește zona Gold Beach⁠(d). A fost numit după zona deservită.
Situat la o altitudine de 6 m, aeroportul dispune de 1 pistă.

## Infrastructură

### Piste
Aeroportul dispune de o singură pistă. Pista 16/34 are suprafața de asfalt și dimensiunile 3.237 picioare × 75 picioare. 